# Air Dilijans

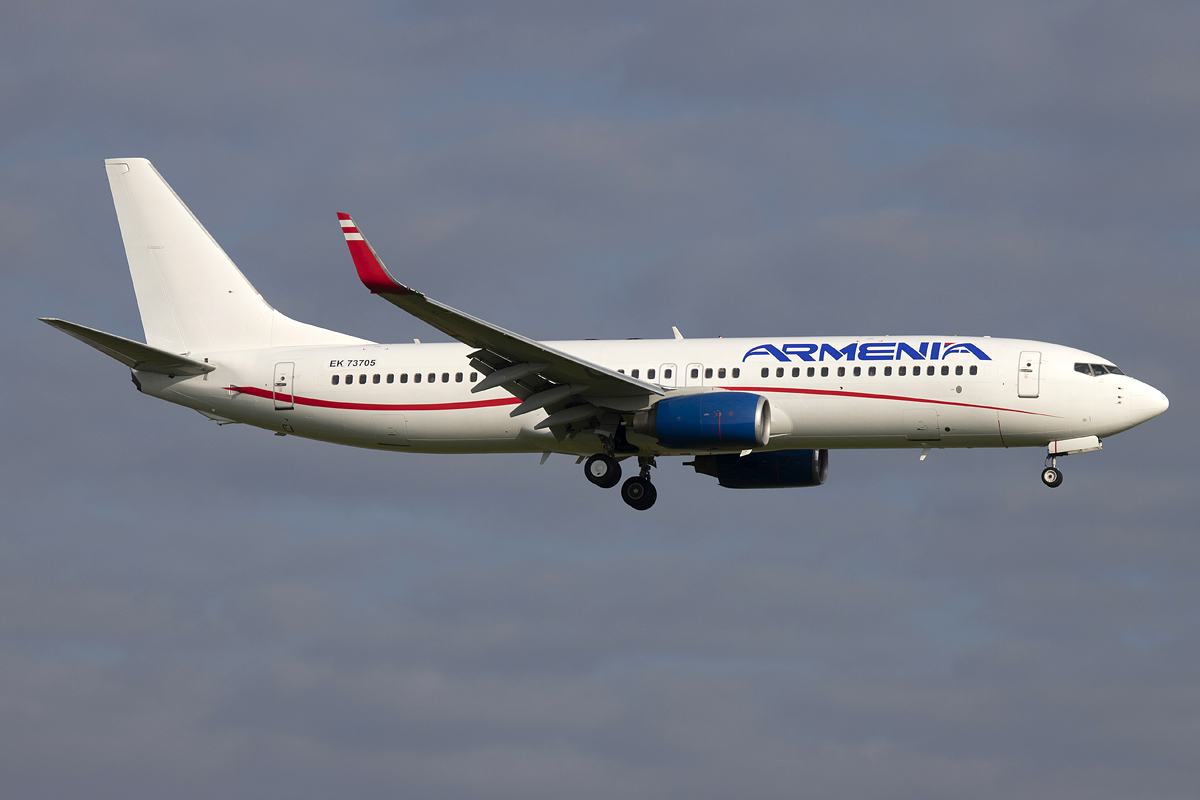
Boeing 737 в 2021 году

Air Dilijans (ранее Aircompany Armenia) — армянская авиакомпания, выполняющая пассажирские перевозки в страны СНГ и Европы. Авиакомпания начала свою деятельность 21 апреля 2016 года, осуществляя пассажирские рейсы. До марта 2023 года носила название Aircompany Armenia. В июне 2023 года прекратила деятельность.

## Пункты назначения
По состоянию на октябрь 2019 года авиакомпания выполняла рейсы в следующие города:
| Страна  | Город            | Аэропорт                                                       | Примечание | Ссылка |
| ------- | ---------------- | -------------------------------------------------------------- | ---------- | ------ |
| Армения | Ереван           | Международный аэропорт «Звартноц»                              | ХАБ        |        |
| Грузия  | Тбилиси          | Международный аэропорт Тбилиси им. Шота Руставели              |            |        |
| Ирак    | Багдад           | Междунаро́дный аэропо́рт «Багда́д»                                |            | [ 2 ]  |
| Израиль | Тель-Авив        | Аэропорт имени Бен-Гуриона                                     |            |        |
| Ливан   | Бейрут           | Аэропорт им. Рафика Харири                                     |            |        |
| Россия  | Минеральные Воды | Международный аэропорт Минеральные Воды имени М. Ю. Лермонтова |            |        |
| Россия  | Москва           | Аэропорт «Вну́ково» им. А. Н. Туполева                          |            |        |
| Россия  | Воронеж          | Аэропорт «Воро́неж» им. Петра Первого                           |            |        |

### Код-шеринговые соглашения
- Georgian Airways